# NGC 4485
NGC 4485 је галаксија у сазвежђу Ловачки пси која се налази на NGC листи објеката дубоког неба.
Деклинација објекта је + 41° 42' 3" а ректасцензија 12h 30m 31,3s. Привидна величина (магнитуда) објекта NGC 4485 износи 11,7 а фотографска магнитуда 12,3. Налази се на удаљености од 9,3000 милиона парсека од Сунца. NGC 4485 је још познат и под ознакама UGC 7648, MCG 7-26-13, CGCG 216-7, KCPG 341A, ARP 269, VV 30, PGC 41326.